# 名古屋市交通局日進工場

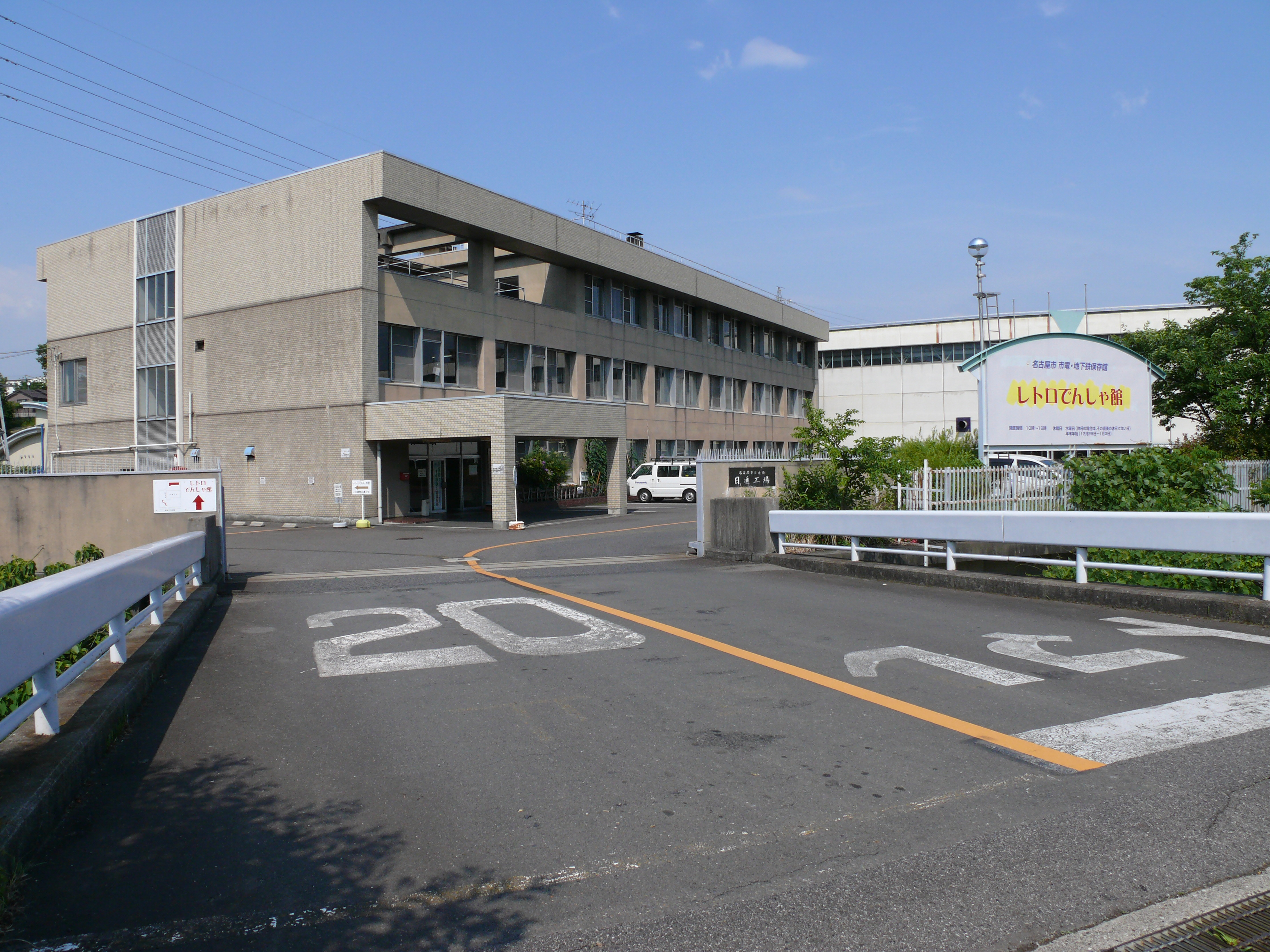
日進工場

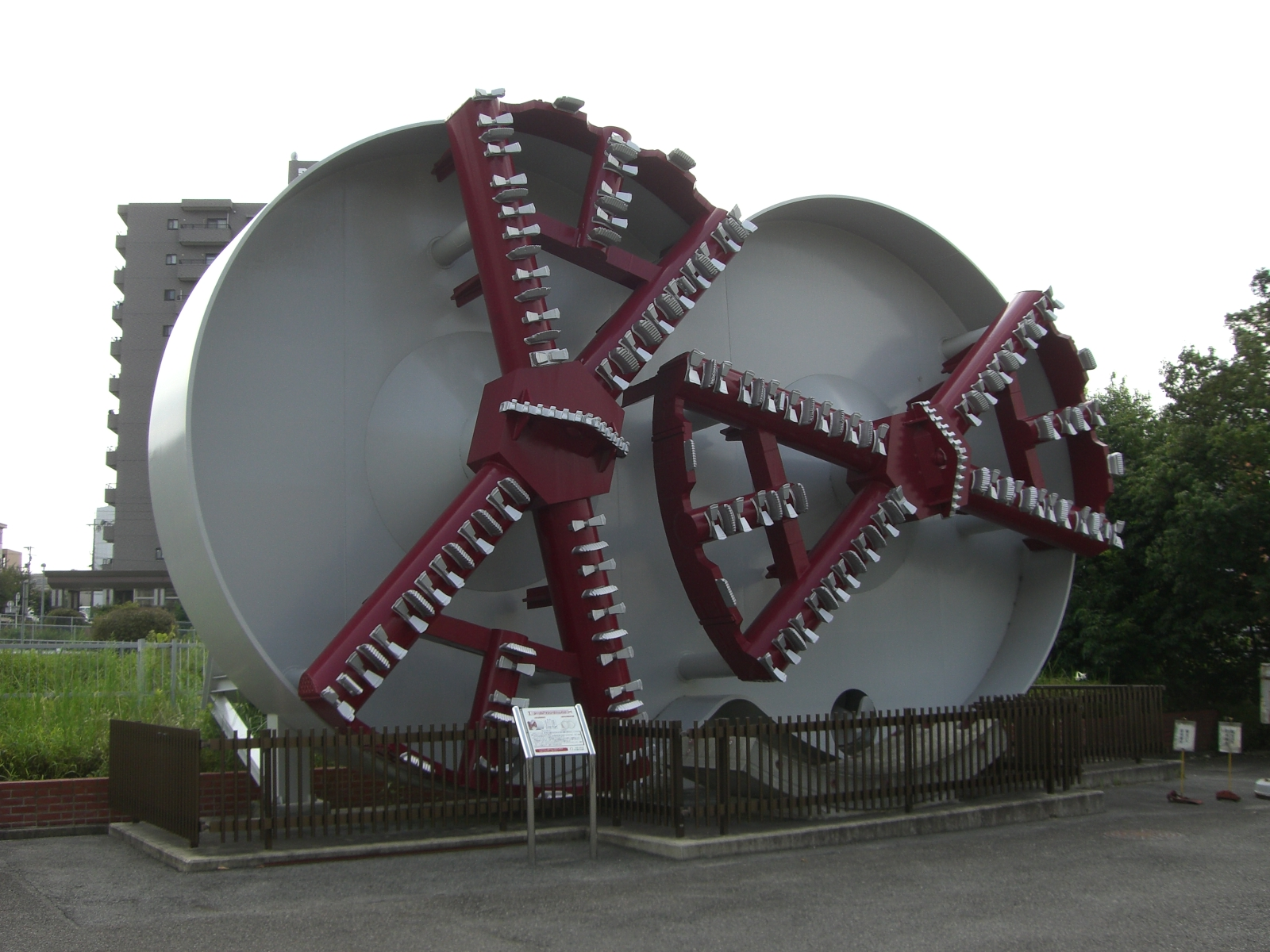
レトロでんしゃ館前に置かれたシールドマシンのモニュメント

日進工場（にっしんこうじょう）は、愛知県日進市浅田町笹原30にある名古屋市交通局の鉄道工場（車両基地）である。名古屋市営地下鉄の車両の整備を担当する。
工場敷地は赤池駅の東に広がり、敷地内にはレトロでんしゃ館がある。工場内は見学可能（要予約）。

## 概要
広さは約132,000m2で名古屋市営地下鉄では最大で、320両（8両編成40本相当）の留置が可能である。鶴舞線の車両（3000形・3050形・N3000形）の日常検査・月検査・列車検査・重要部検査・全般検査を行っている他、桜通線の車両（6000形・6050形）の検査（月検査以上。日常検査は徳重車庫で行う）なども行う。桜通線の車両は、鶴舞線と接続する丸の内駅に設置された連絡線を介して鶴舞線経由で回送される。桜通線用の車両は当工場に2編成常時留置されており、検査や乗務員訓練などに使われている。
鶴舞線車両の廃車搬出は当工場で行われ、桜通線車両の廃車搬出も当工場で行われる見込み。
上飯田線用の7000形も名目上は当工場の所属だが、実際は名古屋鉄道（名鉄）の犬山検車場に委託され、重要部検査や全般検査についても同社の舞木検査場で実施されている。なお、同形を犬山検車場と当工場の間で回送する場合は、名鉄犬山線と鶴舞線を経由することになる。将来想定される廃車搬出も当工場ではなく、名電築港（名鉄車両の廃車搬出を行う場所）で行われる見込み。
工場内には、名古屋市営地下鉄唯一のディーゼル機関車があったが、老朽化に伴い2016年（平成28年）に廃車された。この機関車は工場内の入換えなどに使用されていた。
1978年（昭和53年）10月1日の鶴舞線八事 - 赤池間延伸に先立つ1978年（昭和53年）4月1日に開設された。
鶴舞線では外泊運用が組まれていないために名鉄100系は当工場には乗り入れないが（交通局車の代走を行う際は豊田市方面から回送列車で送り込まれる）、異常時には乗り入れて外泊することがある。